# Вулька-Паплінська
Вулька-Паплінська (пол. Wólka Paplińska) — село в Польщі, у гміні Лохув Венґровського повіту Мазовецького воєводства.
Населення — 290 осіб (2011).
У 1975-1998 роках село належало до Седлецького воєводства.

## Демографія
Демографічна структура станом на 31 березня 2011 року:
|          | Загалом | Допрацездатний вік | Працездатний вік | Постпрацездатний вік |
| -------- | ------- | ------------------ | ---------------- | -------------------- |
| Чоловіки | 148     | 34                 | 98               | 16                   |
| Жінки    | 142     | 33                 | 77               | 32                   |
| Разом    | 290     | 67                 | 175              | 48                   |